# Nick Jonas & the Administration
Nick Jonas & the Administration ist eine im Herbst 2008 gegründete Popband rund um Jonas-Brothers-Mitglied Nick Jonas, die dem Pop-Rock zugerechnet wird und Einflüsse aus dem Blues und dem Soul verarbeitet. Ihr Debütalbum Who I Am erschien im Februar 2010. Die Band steht beim Musiklabel Jonas Records unter Vertrag, welches zu Hollywood Records gehört.

## Bandgeschichte

### Gründung
Am 28. Oktober 2009 bestätigten die Jonas Brothers auf ihrer offiziellen MySpace-Seite, dass Nick Jonas an einem Nebenprojekt mit dem Namen Nick Jonas & the Administration arbeitet. Man stellte außerdem klar, dass die Jonas Brothers sich nicht trennen. Die Gründungsmitglieder Michael Bland, Tommy Barbarella und der seit 2009 ebenfalls zur Band gehörende Gitarrist Sonny Thompson sind allesamt Gründungsmitglieder der Band The New Power Generation gewesen, welche die Begleitband des Musikers Prince war. Nick Jonas sagte in einem Interview im Dezember 2009, dass das Projekt Bruce Springsteen & E Street Band das Vorbild für die Bandstruktur ist.
In einem Interview sagte Nick über die Entstehung der Band folgendes:

„Ich hatte fünf oder sechs Songs geschrieben, die von Herzen kamen, Dinge mit neuem und aufregendem Sound, die einfach aus mir herausströmten. Sie waren nicht unbedingt richtig für die Jonas Brothers, aber ich dachte, sie könnten perfekt für etwas anderes sein.“

„I had written five or six songs that were on my heart, things that were just pouring out of me with this new and exciting sound. They weren't necessarily right for the Jonas Brothers, but I thought they could be perfect for something else.“

Der Name der Band ist ein Hinweis auf Nick Jonas’ Interesse an Politik.

### 2009 bis 2010:Who I Am& Tour
Am 3. Dezember 2009 wurde die Debütsingle der Band, Who I Am, veröffentlicht. Kurz darauf folgte auch das Musikvideo. Der Song erreichte Platz 73 in Amerika, in Deutschland wurde er nicht veröffentlicht. Am 2. Februar erschien dann das Debütalbum der Band, welches 10 Songs umfasst. Eine Deluxe-Version der CD wurde am selben Tag veröffentlicht, sie enthält neben den 10 Songs der Standard-Version noch eine Bonus-DVD. Das Album erreichte Platz 3 in Amerika und Platz 78 in Deutschland. Im Mai 2010 hatte es sich 151.000-mal in Amerika verkauft. Im Januar 2010 spielte die Band dann ihre erste gemeinsame Tour (Who I Am Tour). Am 11. Mai 2010 erschien das erste Live-Album der Band, welches den Namen Nick Jonas & The Administration Live at the Wiltern January 28th, 2010 trägt und während der Who I Am Tour aufgenommen wurde. Es beinhaltet 13 Songs und erschien nur als Download.

### 2011 bis heute: Zweite Tour und weitere Promotion
Am 23. Februar 2011 spielte Nick Jonas zusammen mit John Taylor, einem Live-Mitglied der Jonas Brothers, ein Akustik-Set in Virginia. Sie spielten sowohl Songs der Band als auch Jonas Brothers-Songs und coverten zudem einige Lieder der damaligen Charts. Auch ein neues Lied (London Foolishly) wurde erstmals gesungen. Im April (Military Event, Columbus), Juli (Microsoft Store Grand Opening, Century City; Cisco Bluesfest Ottawa) und August (Musikfest, Bethlehem) spielte die Band zusammen einige Shows, bevor sie dann Mitte September zu ihrer Südamerika-Tour aufbrachen. Die Konzerte der Nick Jonas 2011 Tour fanden vom 21. September bis zum 8. Oktober 2011 statt und dienten, genau wie die erste Tour, der Promotion des Debütalbums.
Am 13. Dezember wurde auf der Website der Zeitschrift Cambio ein Video gepostet, bei dem Sänger Nick Jonas das Lied Last Time Around singt. Es zeigt zudem Fans, die der Band bei den Proben zu ihrer Nick Jonas 2011 Tour zusehen. Dieses Video ist, genau wie die drei nachfolgenden, Teil einer Internetserie namens FanDrop, die den Fans der Gruppe Einblicke hinter die Kulissen liefern soll. In der zweiten Episode der Fanreihe, welche am 15. Dezember auf der Website erschien, spielte die Band das Lied Conspiracy Theory. Am 20. Dezember wurde die dritte Episode erstmals gezeigt, in dieser singt Jonas schließlich das Lied Who I Am. Am selben Tag erschien auch der Teaser zur vierten Folge. Er zeigt die Band wiederum beim Proben. Die vierte und letzte Episode wird am 22. Dezember gezeigt werden.

## Diskografie

### Studioalben
| Jahr | Titel    | Höchstplatzierung, Gesamtwochen, AuszeichnungChartplatzierungen (Jahr, Titel, Platzierungen, Wochen, Auszeichnungen, Anmerkungen) | Höchstplatzierung, Gesamtwochen, AuszeichnungChartplatzierungen (Jahr, Titel, Platzierungen, Wochen, Auszeichnungen, Anmerkungen) | Höchstplatzierung, Gesamtwochen, AuszeichnungChartplatzierungen (Jahr, Titel, Platzierungen, Wochen, Auszeichnungen, Anmerkungen) | Anmerkungen                                                   |
| Jahr | Titel    | DE | UK | US | Anmerkungen                                                   |
| ---- | -------- | --- | --- | --- | ------------------------------------------------------------- |
| 2010 | Who I Am | DE78 (1 Wo.)DE | UK50 (1 Wo.)UK | US3 (8 Wo.)US | Erstveröffentlichung: 29. Januar 2010 Verkäufe: 151.000 (USA) |

### EPs
- Stay Digital EP

### Livealben
- Live at the Wiltern

### Singles
| Jahr | Titel Album          | Höchstplatzierung, Gesamtwochen, AuszeichnungChartsChartplatzierungen (Jahr, Titel, Album, Platzierungen, Wochen, Auszeichnungen, Anmerkungen) | Anmerkungen                            |
| Jahr | Titel Album          | US | Anmerkungen                            |
| ---- | -------------------- | --- | -------------------------------------- |
| 2009 | Who I Am             | US73 (2 Wo.)US | Erstveröffentlichung: 3. Dezember 2009 |
| 2010 | Stay Stay Digital EP | — | Erstveröffentlichung: 2. März 2010     |

### Musikvideos
| Jahr | Titel       | Regie       |
| ---- | ----------- | ----------- |
| 2009 | Who I Am    | Tim Wheeler |
| 2010 | Rose Garden | Live Nation |
| 2010 | Stay        | Live Nation |

## Tourneen
Ihren ersten Live-Auftritt hatte die Gruppe bei der Zeremonie zur Bekanntgabe der Grammy-Nominierungen 2010. Die Debüttour der Band fand dann unter dem Namen Who I Am Tour im Januar 2010 statt und umfasste 22 Konzerte, die alle in den Vereinigten Staaten gespielt wurden. Im September und Oktober 2011 spielte die Band dann eine weitere Tour zur Promotion des Debütalbums. Diese hieß Nick Jonas 2011 Tour und beinhaltete 11 Shows, welche allesamt in Südamerika stattfanden.
- Who I Am Tour (2010)
- Nick Jonas 2011 Tour (2011)

## Auszeichnungen und Nominierungen
| Jahr | Auszeichnung       | Für         | Kategorie                      | Resultat  |
| ---- | ------------------ | ----------- | ------------------------------ | --------- |
| 2010 | Teen Choice Awards | Stay        | "Choice Music: Love Song"      | Nominiert |
| 2010 | Teen Choice Awards | Sich selbst | "Choice Breakout Artist: Male" | Nominiert |